# Mean Streets
Mean Streets (conocida como Malas calles en España y Calles peligrosas o Calles salvajes en Hispanoamérica) es una película estadounidense de drama y crimen de 1973 producida y dirigida por Martin Scorsese, escrita por Scorsese y Mardik Martin, y protagonizada por Robert De Niro, Harvey Keitel y David Proval. Fue estrenada por Warner Bros. Pictures el 2 de octubre de 1973. De Niro ganó el premio otorgado por la National Society of Film Critics a mejor actor de reparto por su papel como John "Johnny Boy" Civello.
En 1997, la película fue considerada «cultural, histórica y estéticamente significativa» por la Biblioteca del Congreso de Estados Unidos y seleccionada para su preservación en el National Film Registry.

## Argumento
Charlie (Harvey Keitel), un mafioso de ascendencia italiana de las calles de Nueva York, intenta ayudar a su necio e irresponsable amigo, Johnny Boy (Robert De Niro), para que pague sus deudas pendientes a sus muchos acreedores.
En el bar de Tony DeVienazo (David Proval), Charlie y John discuten el hecho de que este último aún no le ha pagado lo que le debe al usurero prestamista Michael Longo (Richard Romanus), quien llega al bar poco después. Prestamista y deudor llegan al consenso de saldar la cuenta a la semana siguiente.
Charlie se pasa la mayor parte del tiempo trabajando como cobrador para su tío Giovanni Cappa (Cesare Danova), un mafioso de alto rango que lo ayuda a escalar en el negocio. En paralelo, Charlie mantiene un amorío secreto con la prima de su amigo Johnny, Teresa Ronchelli (Amy Robinson).
Michael habla con Charlie para advertirle de que John no ha cumplido con lo pactado. Por su parte, Charlie intenta convencerlo para darle un ultimátum a su amigo; después de la charla, ambos se van al bar de Tony para esperar a Johnny.
Johnny no llega al encuentro, por lo que Michael amenaza a Charlie con romperle las piernas a su amigo si lo llega a ver y no cumple. Al poco rato, Teresa llega para avisar que su primo ha estado disparando un arma desde lo alto de un edificio. Charlie logra convencer a John de saldar la cuenta con Michael en el bar de Tony al día siguiente, o al menos, de dar la cara para que no piense que lo ha estafado.
Johnny descubre la relación entre Teresa y Charlie, con lo que se estropean sus planes con el tío de este. Tras una discusión, Charlie logra persuadir a Johnny para terminar el asunto con Michael.
En el bar de Tony, Johnny señala a Michael que jamás le pagará, y este lo ataca, pero John responde sacando un arma de la cintura, y agregando que le pidió dinero a él por ser el único estúpido que se lo prestaría cuando todos los acreedores en la ciudad conocían su fama de mal pagador. Charlie decide llevarse a John de la ciudad por unos días, para evitar las represalias.
Sin rumbo premeditado y aún en el automóvil, Charlie, Johnny y Teresa son atacados a balazos por Michael y uno de sus hombres. Finalmente, John y Charlie son rescatados por la ambulancia, mientras sangran en medio de la calle, Michael de un brazo y Johnny del cuello.

## Reparto
- Harvey Keitel como Charlie
- Robert De Niro como Johnny Boy
- David Proval como Tony DeVienazo
- Amy Robinson como Teresa Ronchelli
- Richard Romanus como Michael Longo
- Martin Scorsese como Shorty
- Cesare Danova como Giovanni Cappa
- Victor Argo como Mario
- George Memmoli como Joey Scala
- David Carradine como Borracho